# BRAN-NEW LOVER
「BRAN-NEW LOVER」（ブランニュー ラバー）は、日本のロックバンド、BUCK-TICKの楽曲で、15作目のシングル。1999年7月14日にマーキュリーより発売された。
前作「月世界」から1年2ヶ月ぶりとなるシングル。オリジナルアルバム未収録。

## 収録曲
1. BRAN-NEW LOVER (4:05)
  - 作詞：櫻井敦司、作曲：今井寿、編曲：BUCK-TICK

今井曰く作曲作業中、ギターを弾いていたら「勝手に出来ちゃった」曲で、「凄くポップ」であると語っている[2]。
1999年7月リリースに因み、歌詞はノストラダムスの予言である「恐怖の大王」をモチーフとしている。
2. DOWN (4:29)
  - 作詞：櫻井敦司、作曲：今井寿、編曲：BUCK-TICK
3. ASYLUM GARDEN (4:40)
  - 作詞：櫻井敦司、作曲：星野英彦、編曲：BUCK-TICK

## 参加ミュージシャン
- 櫻井敦司 - ボーカル
- 今井寿 - ギター、ノイズ
- 星野英彦 - ギター
- 樋口豊 - ベース
- ヤガミトール - ドラムス

### サポートミュージシャン
- 横山和俊 - マニピュレート、キーボード

## 収録アルバム
- 『97BT99』(#1 - #3)
- 『CATALOGUE VICTOR→MERCURY 87-99』(#1)
- 『CATALOGUE THE BEST 35th anniv. 』(#1)